# Dogmatyzm
Dogmatyzm (od gr. dógma – „przekonanie”, „zdanie”, „pogląd”) – stanowisko bezkrytycznego przyjmowania danych twierdzeń jako prawdy, bez weryfikacji i podawania w wątpliwość, na zasadzie bezkrytycznej wiary. Dogmatyzm jest przeciwieństwem sceptycyzmu.